# Leichtathletik-Länderkampf der Männer 1986 Italien – BR Deutschland
| 17. Leichtathletik-Länderkampf mit bundesdeutscher Beteiligung 1986 | 17. Leichtathletik-Länderkampf mit bundesdeutscher Beteiligung 1986 |
| ------------------------------------------------------------------- | ------------------------------------------------------------------- |
|                                                                     |                                                                     |
| Ländervergleich der Männer: Italien – BR Deutschland                |                                                                     |
| Austragungsort                                                      | Cesenatico                                                          |
| Wettbewerbe                                                         | 20                                                                  |
| Datum                                                               | 14. August                                                          |
| 1. ITA 2. FRG                                                       | 126 Punkte 086 Punkte                                               |
| Chronik                                                             |                                                                     |
| ← FRG-FRA-POL-CSK U22 (F)                                           | FRG-FRA-SUI-CSK Geher (F) →                                         |

Im siebzehnten Vergleich des Länderkampfjahres 1986 bestritten Italien und die Bundesrepublik Deutschland am 14. August in der norditalienischen Region Emilia-Romagna im Ort Cesenatico ihren zweiten Länderkampf in diesem Jahr. Im ersten Vergleich am 19. Juni in Verona waren die drei Nationen Bundesrepublik Deutschland, Italien und Ungarn in getrennter Wertung für jeweils zwei Länder aufeinander getroffen. Deutschland hatte sich gegen beide Teams durchgesetzt. Hier in Cesenatico traten beide Mannschaften in einer Zweitbesetzung an.

## Modus
Auf dem Programm standen zwanzig Wettbewerbe. Anstelle der bei Männerländerkämpfen üblichen beiden Langstrecken über 5000 und 10.000 Meter wurde ein Rennen über 3000 Meter ausgetragen. Darüber hinaus gab es einen Wettbewerb im Bahngehen über 10.000 Meter. Aus dem olympischen Wettbewerbskatalog fehlten nur die beiden Bahnlangstrecken, der Marathonlauf, die beiden Gehdisziplinen sowie der Zehnkampf. Bei zwei Teilnehmern je Land und Wettbewerb wurde nach dem Standardsystem gewertet.

## Ergebnis
Die bundesdeutsche B-Auswahl tat sich schwer und sah nicht gut aus in dieser Begegnung. Von den neun Einzelläufen entschied Italien bei fünf Doppelerfolgen acht für sich, das Rennen über 200 Meter ging unentschieden aus. Die Siege in den beiden Staffeln teilten sich Italien und Deutschland. Das Bahngehen ging an Italien. Drei der Sprungdisziplinen gewann Italien und erzielte dabei zwei Doppelerfolge. Die Bundesrepublik siegte hier per Doppelerfolg im Weitsprung. Einzig im Bereich Wurf/Stoß lagen die bundesdeutschen Leichtathleten mit drei Disziplingewinnen bei einem Doppelerfolg vorn. Für Italien blieb in dieser Kategorie nur der Sieg im Diskuswurf. So musste die bundesdeutsche Mannschaft mit 86 zu 126 Punkten am Ende eine herbe Niederlage hinnehmen.

## Legende
Kurze Übersicht zur Bedeutung der Symbolik – so üblicherweise auch in sonstigen Veröffentlichungen verwendet:
| DNF | nicht im Ziel (did not finish) |

## Resultate

### 100 m
| Platz | Athlet         | Land | Zeit (s) |
| ----- | -------------- | ---- | -------- |
| 1     | Antonio Ullo   | ITA  | 10,61    |
| 2     | Ezio Madonia   | ITA  | 10,64    |
| 3     | Rolf Kistner   | FRG  | 10,80    |
| 4     | Hans Fritzsche | FRG  | 10,83    |

Wind: −0,51 m/s

### 200 m
| Platz | Athlet          | Land | Zeit (s) |
| ----- | --------------- | ---- | -------- |
| 1     | Rolf Kistner    | FRG  | 21,07    |
| 2     | Maurizio Perini | ITA  | 21,46    |
| 3     | Francesco Bosi  | ITA  | 21,53    |
| DNF   | Markus Klameth  | FRG  |          |

Wind: −0,45 m/s

### 400 m
| Platz | Athlet            | Land | Zeit (s) |
| ----- | ----------------- | ---- | -------- |
| 1     | Vito Petrella     | ITA  | 47,12    |
| 2     | Wolfgang Schierer | FRG  | 47,32    |
| 3     | Andrea Montanari  | ITA  | 48,01    |
| 4     | Ralf Pfersich     | FRG  | 48,22    |

### 800 m
| Platz | Athlet            | Land | Zeit (min) |
| ----- | ----------------- | ---- | ---------- |
| 1     | Alberto Barsotti  | ITA  | 1:48,25    |
| 2     | Wolfgang Busshoff | FRG  | 1:48,12    |
| 3     | Bernd Hübner      | FRG  | 1:49,41    |
| 4     | Gianluca Raisoni  | ITA  | 1:50,97    |

### 1500 m
| Platz | Athlet        | Land | Zeit (min) |
| ----- | ------------- | ---- | ---------- |
| 1     | Luca Vandi    | ITA  | 3:56,19    |
| 2     | Alberto Corvo | ITA  | 3:57,19    |
| 3     | Steffen Brand | FRG  | 3:58,07    |
| 4     | Klaus Klein   | FRG  | 3:58,09    |

### 3000 m
| Platz | Athlet            | Land | Zeit (min) |
| ----- | ----------------- | ---- | ---------- |
| 1     | Ranieri Carenza   | ITA  | 8:15,48    |
| 2     | Luciano Carchesio | ITA  | 8:18,52    |
| 3     | Axel Hardy        | FRG  | 8:20,67    |
| 4     | Christoph Blum    | FRG  | 8:21,46    |

### 110 m Hürden
| Platz | Athlet          | Land | Zeit (s) |
| ----- | --------------- | ---- | -------- |
| 1     | Gianni Tozzi    | ITA  | 14,01    |
| 2     | Luigi Bertocchi | ITA  | 14,20    |
| 3     | Uwe Bosecker    | FRG  | 14,45    |
| 4     | Stefan Mattern  | FRG  | 14,48    |

Wind: −0,47 m/s

### 400 m Hürden
| Platz | Athlet          | Land | Zeit (s) |
| ----- | --------------- | ---- | -------- |
| 1     | Luca Cosi       | ITA  | 50,55    |
| 2     | Giorgio Rucli   | ITA  | 50,70    |
| 3     | Stefan Schnabel | FRG  | 51,42    |
| 4     | Udo Schiller    | FRG  | 52,57    |

### 3000 m Hindernis
| Platz | Athlet        | Land | Zeit (min) |
| ----- | ------------- | ---- | ---------- |
| 1     | Franco Boffi  | ITA  | 8:40,28    |
| 2     | Michael Heist | FRG  | 8:44,01    |
| 3     | Angelo Carosi | ITA  | 8:44,83    |
| 4     | Jens Volkmann | FRG  | 8:49,66    |

### 4 × 100 m Staffel
| Platz | Besetzung      | Land                                                             | Zeit (s) |
| ----- | -------------- | ---------------------------------------------------------------- | -------- |
| 1     | Italien        | Arcangelo Mariano Alberto Martilli Maurizio Perini Vito Petrella | 40,30    |
| 2     | BR Deutschland | Hans Fritzsche Rolf Kistner Christian Skubella Stefan Meyer      | 40,46    |

### 4 × 400 m Staffel
| Platz | Besetzung      | Land                                                            | Zeit (min) |
| ----- | -------------- | --------------------------------------------------------------- | ---------- |
| 1     | BR Deutschland | Thomas Beblo Christian Krafzik Lars Klingenberg Stefan Schnabel | 3:11,52    |
| 2     | Italien        | Daniele Bertogna Alessandro Pinna Pantone Paolo Catalano        | 3:11,87    |

### 10.000 m Bahngehen
| Platz | Athlet                 | Land | Zeit (min) |
| ----- | ---------------------- | ---- | ---------- |
| 1     | Giovanni De Benedictis | ITA  | 42:26,96   |
| 2     | Marcello Villa         | ITA  | 42:30,92   |
| 3     | Volkmar Scholz         | FRG  | 44:35,12   |
| 4     | Markus Gerds           | FRG  | 44:59,55   |

### Hochsprung
| Platz | Athlet             | Land | Höhe (m) |
| ----- | ------------------ | ---- | -------- |
| 1     | Marcello Benvenuti | ITA  | 2,15     |
| 2     | Uwe Martin         | FRG  | 2,10     |
| 3     | Daniele Pagani     | ITA  | 2,10     |
| 4     | Dirk Mayer         | FRG  | 2,05     |

### Stabhochsprung
| Platz | Athlet          | Land | Höhe (m) |
| ----- | --------------- | ---- | -------- |
| 1     | Giorgio Grassi  | ITA  | 5,20     |
| 2     | Antonio Colella | ITA  | 5,20     |
| 3     | Kai Atzbacher   | FRG  | 5,00     |
| 4     | Ralf Sapper     | FRG  | 4,80     |

### Weitsprung
| Platz | Athlet            | Land | Weite (m) |
| ----- | ----------------- | ---- | --------- |
| 1     | Christian Thomas  | FRG  | 7,77      |
| 2     | Michael Becker    | FRG  | 7,45      |
| 3     | Gianni Becatti    | ITA  | 7,32      |
| 4     | Antonio Zuccheddu | ITA  | 7,26      |

### Dreisprung
| Platz | Athlet           | Land | Weite (m) |
| ----- | ---------------- | ---- | --------- |
| 1     | Gianni Cecconi   | ITA  | 15,78     |
| 2     | Paolo Challancen | ITA  | 15,68     |
| 3     | Falk Howe        | FRG  | 15,21     |
| 4     | Reinhold Knab    | FRG  | 15,16     |

### Kugelstoßen
| Platz | Athlet           | Land | Weite (m) |
| ----- | ---------------- | ---- | --------- |
| 1     | Martin Gawehn    | FRG  | 17,05     |
| 2     | Leonardo Lazzeri | ITA  | 16,55     |
| 3     | Andrea Giubilei  | ITA  | 15,57     |
| 4     | Oliver Dück      | FRG  | 15,19     |

### Diskuswurf
| Platz | Athlet             | Land | Weite (m) |
| ----- | ------------------ | ---- | --------- |
| 1     | Marco Martino      | ITA  | 62,86     |
| 2     | Wulf Brunner       | FRG  | 62,62     |
| 3     | Antonio Roccabella | ITA  | 57,54     |
| 4     | Oliver Dück        | FRG  | 53,30     |

### Hammerwurf
| Platz | Athlet              | Land | Weite (m) |
| ----- | ------------------- | ---- | --------- |
| 1     | Norbert Radefeld    | FRG  | 75,34     |
| 2     | Lucio Serrani       | ITA  | 73,00     |
| 3     | Giuliano Zanello    | ITA  | 71,60     |
| 4     | Klaus-Bernd Leitges | FRG  | 66,80     |

### Speerwurf
| Platz | Athlet                | Land | Weite (m) |
| ----- | --------------------- | ---- | --------- |
| 1     | Andreas Linden        | FRG  | 74,94     |
| 2     | Friedrich-Karl Michel | FRG  | 74,20     |
| 3     | Agostino Ghesini      | ITA  | 73,02     |
| 4     | Riccardo Coppoli      | ITA  | 63,98     |